# Omus submetallicus
Omus submetallicus är en skalbaggsart som beskrevs av G. Horn 1868. Omus submetallicus ingår i släktet Omus och familjen jordlöpare. Inga underarter finns listade i Catalogue of Life.